# Graae-Gletscher
Der Graae-Gletscher ist ein 3 km langer Gletscher an der Südküste Südgeorgiens. Er fließt von der Nordflanke des Mount Sabatier in westsüdwestlicher Richtung zur Bucht Trollhul.
Der South Georgia Survey nahm zwischen 1951 und 1957 Vermessungen. Das UK Antarctic Place-Names Committee benannte ihn 1958 nach dem Dänen Mogens Einar Work Graae (* 1916), der für die Kampagnen des Survey von 1953 bis 1954 und von 1955 bis 1956 Transportschlitten entwickelt hatte.